# Stanford (Kentucky)
Stanford – miasto w Stanach Zjednoczonych, w stanie Kentucky, siedziba administracyjna hrabstwa Lincoln.